# Erigeron gunnii
Erigeron gunnii là một loài thực vật có hoa trong họ Cúc. Loài này được (Hook.f.) F.Muell. mô tả khoa học đầu tiên năm 1856.